# Приборостроительный завод Росатома
ФГУП «Приборостроительный завод имени К.А. Володина» (ФГУП «ПСЗ») — одно из ведущих предприятий Росатома, градообразующее предприятие ЗАТО — города Трёхгорный, основная деятельность предприятия заключается в производстве ядерных боеприпасов.
Основными направлением деятельности завода являются:
- гособоронзаказ;
- конструирование, выпуск приборов и систем радиационного контроля для ядерно- и радиационно-опасных объектов атомной отрасли;
- модернизации и продления сроков эксплуатации действующих энергоблоков атомных станций ОАО «Концерн „Росэнергоатом“»;
- комплектное изготовление и поставка компонентов и интегрированных измерительных систем паспортизации контейнеров, емкостей и упаковок с радиоактивными отходами.
- комплектное изготовление и поставка компонентов и интегрированных измерительных систем диагностики состояния оборудования технологических контуров атомных станций.

## История
Решение о создании завода № 933 (Приборостроительный завод — ПСЗ) по серийному выпуску ядерных боеприпасов, в городе Златоуст-20, затем Златоуст-36 было предписано Постановлением Совета Министров СССР от 24 января 1952 года № 342—135сс/оп.
Первым директором Приборостроительного завода был Константин Арсеньевич Володин, переведенный в Златоуст-20 с завода № 551, где он до этого являлся директором первого серийного предприятия по выпуску ядерных боеприпасов.
Первая продукция ПСЗ была выпущена 1 августа 1955 года, были выпущены две тактические авиационные атомные бомбы РДС «Татьяна». В последующем на заводе производились различные виды ЯБП, которые предназначались для оснащения средств доставки самых разных типов.
В 1970 году за высокие показатели Указом Президиума Верховного Совета СССР Приборостроительный завод был награждён орденом Ленина. В это время директором ПСЗ был  А. Г. Потапов его заместителями были: главный инженер — Б. В. Горобец , по гражданской обороне — полковник А. Ф. Штефан, по режиму — полковник В. Г. Пожидаев, по общим вопросам — В. Н. Силаев, по кадрам — А. И. Тарасов, по капитальному строительству — М. Д. Зорин, главный физик — А. В. Егоров, главный конструктор — П. Н. Меснянкин, главный энергетик — Л. Г. Созипов, главный механик — В. С. Улячин, главный бухгалтер — В. А. Бурлов.
С 1985 года ФГУП «ПСЗ» приступило к реализации конверсионной программы, основой которой являлось конструирование и выпуск приборов и систем радиационного контроля для ядерно и радиационно опасных объектов атомной отрасли.

## Новейшая история
На 2010 год  Приборостроительный завод представляет собой многопрофильный научно-производственный комплекс по выпуску широкой номенклатуры продукции: от специальной микроэлектронной аппаратуры и приборов электроавтоматики до сложнейших механических деталей, узлов и механизмов. Завод производит приборы для измерения углекислого газа в природе, осуществляет сборку и утилизацию боезарядов.
1 мая 2013 года «за особые трудовые заслуги перед государством и народом» токарь-специалист шестого разряда механосборочного цеха Приборостроительного завода К. Г. Чуманов одним из первых был награждён званием Герой Труда Российской Федерации.

## Награды
- В 1970 году за высокие показатели Указом Президиума Верховного Совета СССР Приборостроительный завод был награждён орденом Ленина
- В 2005 году по результатам VI Международного конкурса "Золотая медаль «Европейское качество», проведенного международной Академией качества и маркетинга и Ассоциацией производителей качественной продукции (Санкт-Петербург), Приборостроительный завод признан лауреатом с вручением Диплома и Золотой медали.
- Благодарность Президента Российской Федерации в 2005 году — За заслуги в развитии атомной промышленности[5].

## Директора
- 1952—1963 — Константин Арсеньевич Володин
- 1963—1964 — Леонид Андреевич Петухов
- 1964—1987 — Александр Георгиевич Потапов
- 1987—2003 — Александр Васильевич Долинин
- 2003—2008 — Александр Дмитриевич Попов
- 2008—2009 — Андрей Анатольевич Егоров
- 2009—2014 — Михаил Иванович Похлебаев
- 2015—2020 — Геннадий Владимирович Комаров
- 2020 — Белобров Владислав Владимирович

## Известные сотрудники
См. Категория:Сотрудники Приборостроительного завода Росатома России